# Valongo (freguesia)
A Freguesia de Valongo, com sede na cidade que lhe deu o nome, é uma freguesia portuguesa do Município de Valongo com 20.24 km² de área e 25882 habitantes (censo de 2021), tendo, por isso, uma densidade populacional de 1 278,8 hab./km².

## História

### Pré-História
A região da atual freguesia de Valongo, há cerca de 570 milhões de anos, estava submersa, o que deu origem a uma rica história geológica. Com o recuo do mar, rochas como xistos, grauvaques, quartzitos e conglomerados foram expostas, sofrendo ainda movimentações tectónicas. O mar avançou novamente no período Ordovícico, depositando sedimentos grossos que formaram ardósias e outras rochas xistentas com fósseis abundantes, especialmente trilobites, que são atualmente uma mascote da freguesia.
Já durante os períodos Paleolítico e Mesolítico, a região de Valongo revela os vestígios remotos da presença humana. Artefactos primitivos, como machados, pontas e facas testemunham a passagem dos primeiros hominídeos por essas terras. Durante o Neolítico, houve um desenvolvimento cultural e artístico, com a utilização de instrumentos de xisto, osso e a produção de pequenas peças de cerâmica, e, desde então, diversos povos habitaram a atual freguesia de Valongo, de entre os quais se destaca a cultura castreja, que floresceu na região antes da chegada dos Celtas e pode estar na origem da aldeia do Susão.
Um exemplo do passado histórico da freguesia é a Casa da Orca, na Serra de Santa Justa, uma caverna esculpida pelo Homem numa imponente rocha.

### Ocupação romana e idade média
A partir das campanhas de Décimo Júnio Bruto, no século II a.C., o processo de romanização começa a fazer-se sentir nas comunidades nativas e, com a conquista definitiva do Noroeste Peninsular, no final do século I a.C., a região nunca mais seria a mesma. O domínio romano está bem patente nos inúmeros fojos das Serra de Pias e de Santa Justa, que constituem prova da exploração do ouro e prata, riquezas que a região oferecia. Mas, mais importante ainda é o próprio nome da freguesia, que teve origem nas palavras latinas Vallis Longus (Vale Longo). Durante a ocupação romana, Valongo tinha bastante importância política. E pela atual zona de Susão passava uma estrada, vinda de Cale que seria parte do caminho mais utilizado para Roma.
Esta região seria ainda ocupada por povos bárbaros, como suevos e visigodos, e mais tarde pelos Árabes e Mouros. Segundo relatos do Padre Lopes dos Reis, natural de Valongo, é provável que os habitantes locais não tenham oferecido resistência aos mouros, sendo deixados em paz durante esse período. No entanto, chegaram aos dias de hoje bastantes lendas do tempo da ocupação muçulmana.
Pinho Leal refere que a freguesia de Campo era conhecida em 897 por S. Martinho de Valongo e que a atual freguesia de Valongo (incluindo a "aldeia de Susão") pertencia de facto a S. Martinho de Valongo. Certo é que em 1062, a freguesia de São Mamede de Valongo (atual freguesia de Valongo) existia como padroado, concedido às freiras de S. Bento de Rio Tinto, e que verosimilmente teria a Capela de Nossa Senhora da Hora como Igreja Matriz.
Nas Inquirições de 1295, é referido que a freguesia de Valongo incorporava o Julgado da Maia, onde continuaria inserido até à criação do concelho de Valongo, no século XIX. Aparecen também as designações de Valongo de Cima (ou Susão) e Valongo de Baixo (ou Jusão). Graças a essas Inquirações, sabe-se ainda que a indústria panificadora começava a crescer na região, havendo referência à construção de moinhos e açudes nas tais inquirições.

### Idade Moderna e Contemporânea
No século XVI, Valongo Susão passa a designar-se apenas Susão e Valongo Jusão ganha o nome Valongo da Estrada, contando juntos com 583 habitantes. Nesta altura, apesar de Valongo se situar num fértil vale irrigado pelos rios Ferreira e Leça, a produção local começou a mostrar-se insuficiente para sustentar a crescente população, levando ao aparecimento dos almocreves, que eram a maioria da população ativa e estabeleciam comunicação com outras terras do país e mesmo do estrangeiro. Por outro lado, Valongo também se tornou conhecido pelo trabalho feminino: a terra das padeiras, das roscas e dos biscoitos, cuja comercialização contribuiu para o desenvolvimento sócio-económico da freguesia e levou a que, no século XVII, Valongo fosse o centro abastecedor de pão à cidade do Porto.
Os séculos XVII e XVIII desenrolaram-se de uma forma mais ou menos pacífica, proporcionando-se assim o crescimento populacional desta região. Já o século XIX ficou caracterizado pelos seus conflitos, devido às invasões francesas e à Guerra Civil Portuguesa. Em 1836, é finalmente criado o concelho de Valongo, com sede na freguesia homónima.
Em 1875, com inauguração da Linha do Douro, entram em funcionamento a Estação de Valongo e o Apeadeiro de Suzão. E, ainda no século XIX, começa a extração de ardósia destinada essencialmente à exportação para Inglaterra e Estados Unidos. A 8 de dezembro de 1883, é inaugurada a iluminação pública na vila de Valongo, mas esta é interrompida em 1885 devido ao seu elevado custo, só sendo retomada em 1888. Em 1887, já tinha sido inaugurada a primeira Estação Telégrafo-Postal da freguesia, na vila de Valongo.
Em 1911, a freguesia de Valongo era constituída por 4 localidades: Valongo (2961 habitantes), Susão (602 habitantes), Couce (70 habitantes) e Pereiras (23 habitantes). Na segunda metade do século XX, Valongo viu um crescimento sem precedentes, levando a que os aglomerados de Susão e Valongo, previamente relativamente isolados, ficassem bastante mais conectados. É também nesta época que surge o fascínio do hóquei em patins na freguesia, depois do grande resultado da equipa portuguesa no campeonato mundial de 1947, culminando com a fundação da Associação Desportiva de Valongo em 1955.
Nos finais do milénio, a Câmara Municipal criou o projeto da "Nova Valongo", que pretendia criar um novo centro urbano onde se fixariam entre 17 a 20 mil pessoas, começando pela zona da Quinta da Lousa. O projeto obteve forte oposição, e acabou por ser abandonado antes de estar completo.
No século XXI, Valongo destacou-se no seu trabalho ambiental e de sustentabilidade, tendo sido reconhecida com o prémio European Green Leaf 2022.

## Demografia
A população registada nos censos foi:
| Distribuição da População por Grupos Etários | Distribuição da População por Grupos Etários | Distribuição da População por Grupos Etários | Distribuição da População por Grupos Etários | Distribuição da População por Grupos Etários |
| -------------------------------------------- | -------------------------------------------- | -------------------------------------------- | -------------------------------------------- | -------------------------------------------- |
| Ano                                          | 0-14 Anos                                    | 15-24 Anos                                   | 25-64 Anos                                   | > 65 Anos                                    |
| 2001                                         | 3496                                         | 2936                                         | 10792                                        | 1474                                         |
| 2011                                         | 4476                                         | 2613                                         | 14465                                        | 2371                                         |
| 2021                                         | 3887                                         | 2905                                         | 15264                                        | 3826                                         |

## Património Cultural
- Aldeia de Couce
- Cruzeiro de Valongo ou Cruzeiro do Senhor do Padrão- Monumento Nacional
- Casa do Anjo São Miguel
- Igreja Matriz de Valongo
- Capela de N.ª Sr.ª da Hora (Capela mais antiga de Valongo)
- Capelas do Suzão
- Senhora da Luz
- Nossa Senhora dos Chãos
- Capela S. Bartolomeu

## Personalidades ilustres
- Visconde de Valongo

## Festas e Romarias
- Senhor dos Passos

4º Domingo da Quaresma
- Festa de Santa Justa e Santa Rufina

Penúltimo Domingo de julho
- Festa de Nª Senhora da Saúde

último Domingo de julho
- Festa de S.Mamede (Padroeiro) - 17 de agosto